# Thomas Bezucha
Thomas Gordon Bezucha (Amherst, 1964. március 8. –) amerikai filmrendező, forgatókönyvíró és filmproducer.

## Élete és pályafutása
A Massachusetts állambeli Amherstben született és nőtt fel. Az Amherst Regional High School tanulójaként 1982-ben érettségizett.
A Parsons School of Design hallgatójaként divattervező szakon diplomázott. A szolgáltatásokért felelős kreatív igazgatóként dolgozott olyan divatcégeknek, mint a Polo Ralph Lauren és a Coach.
Rendezőként és forgatókönyvíróként jegyzi a Big Eden (2000), a Kőkemény család (2005), a Csajok Monte-Carlóban (2011) és A vér földje (2020) című filmeket. A Krumplihéjpite Irodalmi Társaság (2018) című könyvadaptáció forgatókönyvét is ő írta.

## Magánélete
Homoszexualitását nyíltan vállalja, első filmrendezése, a 2000-es Big Eden is erről a témáról szól.

## Filmográfia

### Film
| Év   | Magyar cím                       | Eredeti cím                                       | Feladatkör | Feladatkör | Megjegyzések                      |
| Év   | Magyar cím                       | Eredeti cím                                       | Rendező    | Író        | Megjegyzések                      |
| ---- | -------------------------------- | ------------------------------------------------- | ---------- | ---------- | --------------------------------- |
| 2000 |                                  | Big Eden                                          | Igen       | Igen       |                                   |
| 2005 | Kőkemény család                  | The Family Stone                                  | Igen       | Igen       |                                   |
| 2011 | Csajok Monte-Carlóban            | Monte Carlo                                       | Igen       | Igen       |                                   |
| 2018 | Krumplihéjpite Irodalmi Társaság | The Guernsey Literary and Potato Peel Pie Society | Nem        | Igen       | az azonos című regény adaptációja |
| 2020 | A vér földje                     | Let Him Go                                        | Igen       | Igen       | filmproducer                      |
| 2022 |                                  | The Good House                                    | Nem        | Igen       |                                   |

### Televízió
| Év        | Magyar cím | Eredeti cím | Megjegyzések                                                            |
| --------- | ---------- | ----------- | ----------------------------------------------------------------------- |
| 2023–2024 | Fargo      | Fargo       | - vezető társproducer (10 epizód) - rendező (2 epizód) - író (1 epizód) |

## Fordítás
- Ez a szócikk részben vagy egészben  a   Thomas Bezucha című angol Wikipédia-szócikk ezen változatának fordításán alapul.  Az eredeti cikk szerkesztőit annak laptörténete sorolja fel. Ez a jelzés csupán a megfogalmazás eredetét és a szerzői jogokat jelzi, nem szolgál a cikkben szereplő információk forrásmegjelöléseként.